# Lakehurst
Lakehurst, är en ort i New Jersey, 80 kilometer sydsydväst om New York.
Lakehurst var tidigare känt som den amerikanska flottans luftskeppsstation, Naval Air Station Lakehurst. Det var där som den katastrofala olyckan med luftskeppet Hindenburg inträffade den 6 maj 1937. 